# النعيمية (حماة)
النعيمية قرية سورية تتبع ناحية عقيربات في منطقة سلمية في محافظة حماة. بلغ عدد سكانها 1226 نسمة في عام 2004 حسب إحصاء المكتب المركزي للإحصاء.

## وصلات خارجية
- الوحدات الإدارية في محافظة حماة